# I-58 (tàu ngầm Nhật) (1943)
I-58 là một tàu ngầm tuần dương lớp Type-B (巡潜乙型潜水艦 Junsen Otsu-gata sensuikan) được Hải quân Đế quốc Nhật Bản chế tạo trong giai đoạn cuối Chiến tranh Thế giới thứ hai. Đang khi chế tạo, nó được cải biến thành tàu ngầm mang ngư lôi tự sát Kaiten, và sau khi nhập biên chế năm 1944, nó tham gia nhiều hoạt động mà đáng kể nhất là đã đánh chìm tàu tuần dương hạng nặng USS Indianapolis vào ngày 30 tháng 7, 1945. I-58 đã sống sót qua cuộc xung đột, đầu hàng lực lượng Đồng Minh, và cuối cùng bị đánh đắm ngoài khơi quần đảo Goto vào ngày 1 tháng 4, 1946.

## Thiết kế và chế tạo

### Thiết kế
Tàu ngầm Type B Cải tiến 2 (lớp I-54) (còn gọi là Type B3) được cải tiến từ Type B2 dẫn trước, có công suất động cơ diesel giảm đáng kể để nâng cao tầm xa hoạt động. Chúng có trọng lượng choán nước 2.649 tấn (2.607 tấn Anh) khi nổi và 3.747 tấn (3.688 tấn Anh) khi lặn, lườn tàu có chiều dài 108,7 m (356 ft 8 in), mạn tàu rộng 9,3 m (30 ft 6 in) và mớn nước sâu 5,19 m (17 ft 0 in). Con tàu có thể lặn sâu đến 100 m (328 ft), và có một thủy thủ đoàn đầy đủ bao gồm 94 sĩ quan và thủy thủ.
Type B3 trang bị hai động cơ diesel Kampon Mk.22 Model 10 công suất 4.700 mã lực phanh (3.505 kW), mỗi chiếc vận hành một trục chân vịt. Khi lặn, mỗi trục được vận hành bởi một động cơ điện công suất 1.000 mã lực (746 kW). Khi di chuyển trên mặt nước nó đạt tốc độ tối đa 17,7 hải lý trên giờ (32,8 km/h; 20,4 mph) và 6,5 hải lý trên giờ (12,0 km/h; 7,5 mph) khi lặn dưới nước, tầm xa hoạt động của Type B3 là 21.000 hải lý (39.000 km; 24.000 mi) ở tốc độ 16 hải lý trên giờ (30 km/h; 18 mph), và có thể lặn xa 105 nmi (194 km; 121 mi) ở tốc độ 3 hải lý trên giờ (5,6 km/h; 3,5 mph).
Những chiếc Type B3 có sáu ống phóng ngư lôi 53,3 cm (21,0 in), tất cả được bố trí trước mũi, và mang theo tổng cộng 17 quả ngư lôi Kiểu 95. Vũ khí trên boong tàu bao gồm khẩu hải pháo 14 cm (5,5 in), và hai pháo phòng không 25 mm Type 96. Tuy nhiên trong quá trình chế tạo, khẩu hải pháo 14 cm trên boong phía sau tàu được tháo dỡ, và lắp đặt các bộ gá để có thể mang theo bốn ngư lôi tự sát Kaiten.

### Chế tạo
I-58 được đặt lườn như là chiếc Tàu ngầm số 631 tại Xưởng vũ khí Hải quân Yokosuka ở Yokosuka vào ngày 26 tháng 12, 1942. Nó được đổi tên thành I-58 vào ngày 31 tháng 7, 1943, rồi được hạ thủy vào ngày 9 tháng 10, 1943. Con tàu hoàn tất và nhập biên chế vào ngày 7 tháng 9, 1944, dưới quyền chỉ huy của Thiếu tá Hải quân Hashimoto Mochitsura.

## Lịch sử hoạt động
Sau khi nhập biên chế, I-58 được phối thuộc cùng Quân khu Hải quân Kure và được điều về Hải đội Tàu ngầm 11 trực thuộc Đệ Lục hạm đội để chạy thử máy và huấn luyện. Đến ngày 4 tháng 12, 1944, nó được điều động sang Đội tàu ngầm 15. Vài ngày sau đó, I-58 cùng với các tàu ngầm I-36, I-47, I-48, I-53 và I-56 gia nhập Đội Kaiten Kongo để tấn công bằng ngư lôi tự sát các nơi neo đậu của hạm đội Hải quân Hoa Kỳ. I-58 được giao nhiệm vụ tấn công Apra Harbor, Guam.

### Tấn công Guam
Sau một tuần lễ thực hành, I-58 nhận lên tàu bốn ngư lôi Kaiten cùng tổ lái tương ứng trước khi cùng I-36 rời Kure, Hiroshima vào ngày 31 tháng 12, 1944. Tại vị trí 11 mi (18 km) về phía Tây Apra Harbor vào ngày 12 tháng 1, 1945, từ 03 giờ 10 phút đến 03 giờ 27 phút, I-58 phóng toàn bộ bốn chiếc Kaiten, trong đó một chiếc Kaiten gặp trục trặc động cơ và nổ tung ngay sau khi rời tàu. I-58 đang rời khu vực lúc 05 giờ 30 khi nó nghe thấy hai tiếng nổ, và tự nhận đã đánh chìm một tàu sân bay hộ tống và một tàu chở dầu khi về đến Kure vào ngày 22 tháng 1, nhưng vụ tấn công không đem lại kết quả.

### Chiến dịch Tan số 2
Sau khi lực lượng Hoa Kỳ đổ bộ lên Iwo Jima vào tháng 2, I-58 cùng với I-36 gia nhập Đội Kaiten Shimbu để phản công. Nó mang theo bốn chiếc Kaiten khi khởi hành từ Kure vào ngày 1 tháng 3, nhưng kế hoạch phản công bị hủy bỏ vào ngày 7 tháng 3. Hai ngày sau đó, nó được lệnh đi đến khu vực phía Tây Okino Tori-shima để hỗ trợ cho Chiến dịch Tan số 2, một kế hoạch không kích tự sát vào hạm đội Hoa Kỳ đang neo đậu tại Ulithi. I-58 phóng bỏ hai chiếc Kaiten rồi di chuyển hết tốc độ, đi đến ngoài khơi Okino Tori-shima vào ngày 11 tháng 3, nơi nó phục vụ như cột mốc vô tuyến dẫn đường cho 24 máy bay ném bom Kamikaze Yokosuka P1Y1 xuất phát từ Kyūshū. Chỉ có sáu thủy phi cơ bay đến được Ulithi, và một chiếc đâm bổ xuống tấn công tự sát đã gây hư hại cho tàu sân bay USS Randolph.

### Chiến dịch Ten-Go
Sau khi quay trở lại Kure để tiếp tục huấn luyện, I-58 cùng với I-44, I-47 và I-56 gia nhập Đội Kaiten Tatara để tấn công tàu bè Đồng Minh trong khuôn khổ Chiến dịch Ten-Go. I-58 đã không thể xâm nhập qua hàng rào phòng thủ chống tàu ngầm nên buộc phải quay trở về Kyūshū vào ngày 10 tháng 4 để nạp điện lại ắc-quy. Nó tìm cách xâm nhập một lần nữa, nhưng liên tục bị máy bay đối phương tấn công, rồi được lệnh đi đến khu vực giữa Okinawa và Guam vào ngày 14 tháng 4 nhưng vẫn không thành công. Chiến dịch bị hủy bỏ vào ngày 17 tháng 4 và I-58 quay trở về Kure vào ngày 30 tháng 4.
Sang tháng 5, I-58 đi đến Xưởng vũ khí Hải quân Kure để được tái trang bị, bao gồm việc trang bị ống hơi. Hầm chứa máy bay cùng máy phóng dành cho thủy phi cơ được tháo dỡ khỏi sàn phía trước, lấy chỗ để mang thêm hai ngư lôi Kaiten, khiến nó có thể mang tổng cộng sáu chiếc Kaiten. Vào ngày 22 tháng 6, 162 máy bay ném bom B-29 Superfortress thuộc Không lực 20 Hoa Kỳ đã ném bom xuống căn cứ hải quân Kure; nhiều quả bom đã vây quanh I-58, nhưng nó tránh khỏi bị hư hại.
I-58 sau đó được chọn để gia nhập Đội Kaiten Tamon cùng các tàu ngầm I-47, I-53, I-363, I-366 và I-367, rồi nó lên đường vào chiều tối ngày 18 tháng 7 để đi sang khu vực tuần tra về phía Đông Philippines. Đến ngày 28 tháng 7, ở vị trí 300 mi (480 km) về phía Bắc Palau, nó phát hiện tàu chở hàng SS Wild Hunter 6.214 GRT được tàu hộ tống khu trục tháp tùng USS Albert T. Harris bảo vệ. Hai Kaiten được phóng ra để tấn công, nhưng Wild Hunter nhìn thấy một kính tiềm vọng nên tấn công bằng pháo 3-inch, và kính tiềm vọng biến mất. Harris dò được tín hiệu sonar một tàu ngầm, nên tung ra nhiều lượt tấn công bằng mìn sâu và súng cối chống ngầm Hedgehog từ chiều tối ngày 28 tháng 7 và kéo dài sang sáng ngày 29 tháng 7 mà không đem lại kết quả rõ rệt, trước khi tín hiệu sonar biến mất. Trong khi đó I-58 nghe thấy hai tiếng nổ, nhưng một cơn mưa giông đã che khuất tầm nhìn nên không thể xác định kết quả. Khi I-58 cuối cùng trồi lên mặt nước, nó không phát hiện được tàu bè nào qua radar, nên tự nhận đã đánh chìm cả hai mục tiêu.

### Đánh chìm USSIndianapolis
I-58 trồi lên mặt nước lúc 23 giờ 00 ngày 29 tháng 7 ở vị trí 250 mi (400 km) về phía Bắc Palau và di chuyển xuống phía Nam. Không lâu sau đó nó phát hiện một hạm tàu lớn đang di chuyển từ phía Đông với tốc độ 12 kn (22 km/h) và không chạy zig-zag. Thiếu tá Hashimoto hạm trưởng I-58, nhận định nhầm mục tiêu là một thiết giáp hạm lớp Idaho, nhưng thực ra đó là tàu tuần dương hạng nặng USS Indianapolis đang trong hành trình đi từ Guam đến Leyte, sau khi hoàn tất một nhiệm vụ tối mật là vận chuyển từ San Francisco linh kiện và vật liệu cho các quả bom nguyên tử sắp được ném xuống Hiroshima và Nagasaki.
I-58 lặn xuống và chuẩn bị tấn công bằng ngư lôi Type 95. Sau khi cơ động đến vị trí tấn công thuận lợi, lúc 23 giờ 26 phút (giờ Nhật Bản) nó phóng một loạt sáu quả ngư lôi tấn công với giãn cách 2 giây. Đến 23 giờ 35 phút, Thiếu tá Hashimoto chứng kiến hai quả ngư lôi đánh trúng Indianapolis bên mạn phải. Chiếc tàu tuần dương chết đứng, nghiêng sang mạn phải và chìm xuống phần mũi; nhưng Hashimoto quyết định phải chắc chắn kết liễu đối phương, nên lặn xuống độ sâu 100 ft (30 m), nới rộng khoảng cách và nạp lại các ống phóng ngư lôi. Tuy nhiên, Indianapolis đã lật úp và đắm lúc 00 giờ 27 phút ngày 30 tháng 7, tại tọa độ 12°02′B 134°48′Đ / 12,033°B 134,8°Đ. Khi I-58 quan sát qua kính tiềm vọng, mục tiêu đã biến mất, nên chiếc tàu ngầm trở lên mặt nước và rút lui hết tốc độ về phía Bắc đồng thời nạp điện lại ắc-quy.

### Tấn công Đội đặc nhiệm 75.19
Vào sáng ngày 9 tháng 8, ở vị trí 260 mi (420 km) về phía Đông Bắc Aparri, Luzon, I-58 phát hiện một "đoàn tàu bao gồm 10 tàu vận tải" đang chạy zig-zag và được ba tàu khu trục hộ tống; các Kaiten số 4 và số 5 đã được phóng ra để tấn công. Mục tiêu thực ra là Đội đặc nhiệm 75.19, đơn vị tìm-diệt tàu ngầm hình thành chung quanh tàu sân bay hộ tống USS Salamaua, đang càn quét chống tàu ngầm tại vùng biển giữa Leyte và Okinawa. Tàu hộ tống khu trục USS Johnnie Hutchins đã phát hiện và tấn công Kaiten số 5, đánh chìm mục tiêu bằng hải pháo 5-inch phía đuôi tàu. Johnnie Hutchins tiếp tục phát hiện thấy Kaiten số 4 khoảng một giờ sau đó và thả mìn sâu tấn công, phá hủy mục tiêu với một vụ nổ lớn.

### Tấn côngOak HillvàThomas F. Nickel

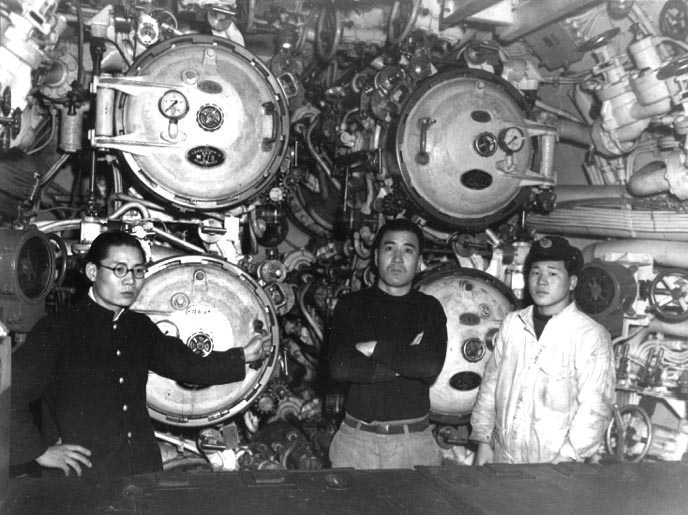
Phòng ngư lôi phía mũi của I-58, tại Sasebo vào năm 1946, trước khi bị đánh đắm.

Lúc khoảng 17 giờ 00 ngày 12 tháng 8, ở vị trí 360 mi (580 km) về phía Đông Nam Okinawa, trong khi I-58 di chuyển trên mặt nước  theo hướng Bắc với vận tốc 12 kn (22 km/h), máy dò radar Type 3 của nó phát hiện nhiều sóng radar, rồi nhiều tàu xuất hiện phía chân trời. Chiếc tàu ngầm lặn xuống, và đến 17 giờ 16 phút tin rằng đã phát hiện một tàu chở thủy phi cơ được một tàu khu trục hộ tống, và Kaiten số 3 được phóng lúc 17 giờ 58 phút từ khoảng cách 8.800 yd (8.000 m). Thực ra, "tàu chở thủy phi cơ" chỉ là chiếc tàu đốc đổ bộ USS Oak Hill, được tàu hộ tống khu trục USS Thomas F. Nickel tháp tùng để bảo vệ trong hành trình từ Okinawa đi Leyte. Đến 18 giờ 26 phút, Oak Hill nhìn thấy một kính tiềm vọng, và Thomas F. Nickel mở hết tốc độ để áp sát mục tiêu, thả mìn sâu rồi húc vào mục tiêu; một chiếc Kaiten trồi lên mặt nước về phía đuôi Oak Hill và nổ tung. Đến 19 giờ 05 phút Thomas F. Nickel nhìn thấy một kính tiềm vọng khác về phía đuôi Oak Hill nên lại thả mìn sâu tấn công. Một vụ nổ lớn xảy ra, tung lên một cột nước và dầu cao đến 50 ft (15.000 mm), và sau đó xuất hiện một vệt dầu loang.

### Cuối chiến tranh - Bị loại bỏ
Trong lúc I-58 đang trên đường quay trở về Nhật Bản, Thế Chiến II kết thúc vào ngày 15 tháng 8, 1945, khi Thiên hoàng Chiêu Hòa Hirohito công bố qua đài phát thanh mệnh lệnh đình chỉ chiến sự giữa Nhật Bản và Đồng Minh. Chiếc tàu ngầm về đến Kure vào ngày 18 tháng 8, và đầu hàng lực lượng Đồng Minh tại đây trong tháng 9, sau khi văn kiện đầu hàng được ký kết trên thiết giáp hạm USS Missouri neo đậu trong vịnh Tokyo vào ngày 2 tháng 9.
Sau khi đã tháo dỡ mọi thiết bị và vật liệu có giá trị, I-58 di chuyển từ Kure đến Sasebo trong tháng 11. Tên nó được cho rút khỏi đăng bạ hải quân vào ngày 30 tháng 11, 1945. Trong khuôn khổ Chiến dịch Road's End, tàu tiếp liệu tàu ngầm Hoa Kỳ USS Nereus (AS-17) đã kéo I-367 từ Sasebo đến khu vực ngoài khơi quần đảo Gotō vào ngày 1 tháng 4, 1946. Tại đây cùng với một số tàu ngầm Nhật Bản khác, nó bị đánh chìm bằng chất nổ và đắm tại tọa độ 32°37′B 129°17′Đ / 32,617°B 129,283°Đ.